# 東長田村
東長田村（ひがしながたそん）は、鳥取県西伯郡にあった村。現在の西伯郡南部町の一部にあたる。

## 地理
法勝寺川の支流・東長田川の流域一帯と、同支流の八金川・二桝川・峠口川・牛子川・水谷川・奥山川流域の山間部に位置していた。

## 歴史
- 1889年（明治22年）10月1日、町村制の施行により、会見郡八金村、中村、東上村が合併して村制施行し、東長田村が発足[1][2]。旧村名を継承した八金、中、東上の3大字を編成[2]。会見郡上長田村と組合村を1913年（大正2年）まで結成し、組合役場を上長田村大字能竹に置いた[3]。
- 1896年（明治29年）4月1日、郡の統合により西伯郡に所属[2]。
- 1939年（昭和14年）東長田電信電話取扱所が開設され、1946年（昭和21年）東長田郵便局となる[2]。
- 1955年（昭和30年）3月30日、西伯郡天津村、大国村、法勝寺村、上長田村と合併し、町制施行し西伯町を新設して廃止された[1][2]。合併後、西伯町大字八金・中・東上となる[2]。

## 産業
- 農業、商業、工業[2]

## 教育
- 1879年（明治12年）落合小学校江原分校が独立し、中村小学校となる[4]。1885年（明治18年）校舎新築[4]。1887年（明治20年）中村簡易小学校に改称[4]。1892年（明治25年）東長田尋常小学校に改称[2]。1891年（明治26年）大字中に校舎新築[2]。1907年（明治40年）東長田尋常高等小学校に改称[2]。1909年（明治42年）東長田尋常小学校に改称[2]。1941年（昭和16年）東長田国民学校に改称[2]。1947年（昭和22年）東長田小学校に改称[2]。1967年（昭和42年）西伯小学校に統合され閉校[4]。